# Łowicz
Łowicz este un oraș în Polonia.